# Índice Waffle House

Os destroços de um estabelecimento Waffle House em Biloxi, Mississippi, após a passagem do furacão Katrina

O Índice Waffle House (no original em inglês, Waffle House Index) é um indicador de resposta a desastres elaborado com base na popular rede de restaurantes do sul dos Estados Unidos, Waffle House. Dado que estes restaurantes fornecem um serviço permanente e não encerram, desenvolveu-se uma métrica informal para determinar a gravidade de uma tempestade e a provável escala de assistência necessária para a recuperação de desastres. O termo foi cunhado pelo ex-administrador Craig Fugate da Agência Federal de Gestão de Emergências (FEMA). O índice é usado de forma casual em comunicações efetuadas pela FEMA.

## Descrição
O índice é baseado na reputação da Waffle House de efetuar um bom planeamento para cenários de desastre e permanecer aberta durante condições climatérias extremas, ou reabrir pouco tempo depois.

Chegar lá e a Waffle House estar fechada? Isso é mesmo grave...Original (em inglês): If you get there and the Waffle House is closed? That's really bad...— Craig Fugate (em inglês)

### Níveis
O índice tem três níveis, com base no tipo de operações e serviços fornecidos pelo restaurante após uma tempestade:
- VERDE: menu completo – restaurante com fornecimento de energia e danos mínimos ou ausentes;
- AMARELO: menu limitado – a energia está ausente ou é fornecida por um gerador, ou o estoque de alimentos é reduzido;
- VERMELHO: restaurante fechado – indica danos severos ou inundações graves; destruição severa do restaurante.

### Contexto
O termo foi cunhado pelo então administrador da FEMA, Craig Fugate, em maio de 2011, após o tornado de Joplin de 2011, durante o qual os dois restaurantes Waffle House em Joplin permaneceram abertos.
A métrica baseia-se na reputação da rede de restaurantes Waffle House permanecer aberta durante condições climáticas extremas e por reabrir rapidamente após ocorrências severas (como tornados ou furacões), embora às vezes com um menu limitado. O planeamento de desastres civis por parte da empresa inclui a formação de funcionários para facilitar a reabertura rápida após desastres.  A Waffle House, juntamente com outras cadeias (como Home Depot, Walmart e Lowe's) que realizam uma proporção significativa dos seus negócios no sul dos EUA, onde existe um risco frequente de furacões, têm uma boa gestão de riscos e preparação para desastres. Por causa disso, e da existência de um menu limitado para situações excecionais, o índice raramente atinge o nível vermelho.
O "Índice Waffle House" é considerado ao lado de indicadores mais científicos de medição de vento, precipitação e outras informações meteorológicas, como a Escala de Furacões Saffir-Simpson, que é usada para indicar a gravidade de uma tempestade.
A título de exemplo, devido à gravidade do furacão Iande 2022 na Flórida, 35 restaurantes Waffle House encerraram antes da tempestade. Este acontecimento raro foi tido como um indicador da seriedade do evento climático. O furacão Ian atingiu a costa como um furacão de categoria 4 com ventos de 155 milhas por hora (250 km/h), atingindo o pico sobre o Oceano Atlântico como um furacão de categoria 5.[carece de fontes?]